# Picocoraciae
Picocoraciae è un clade di uccelli che contiene l'ordine Bucerotiformes (buceri e upupe) e il clade Picodynastornithes (contenente uccelli come martin pescatori e kookaurra, e picchi e tucani), supportato da varie analisi genetiche e studi morfologici. Mentre questi studi sostengono un gruppo di Coraciiformi e Piciformi, una supermatrice eseguita su larga scala ha suggerito invece una classificazione alternativa tra Bucerotiformes e Piciformes.
|                    | Bucerotiformes (buceri e upupe)                                                                                |
|                    | |
| Picodynastornithes | \| \| Coraciiformes (kookaburra e martin pescatori) \| \| \| \| \| \| Piciformes (picchi e tucani) \| \| \| \| |
|                    | \| \| Coraciiformes (kookaburra e martin pescatori) \| \| \| \| \| \| Piciformes (picchi e tucani) \| \| \| \| |
|                    | Coraciiformes (kookaburra e martin pescatori)                                                                  |
|                    | |
|                    | Piciformes (picchi e tucani)                                                                                   |
|                    | |

|  | Coraciiformes (kookaburra e martin pescatori) |
|  |                                               |
|  | Piciformes (picchi e tucani)                  |
|  |                                               |

Cladogramma di Picocoraciae basato sugli studi di Jarvis, E.D. et al. (2014) con alcuni clade provenienti dagli studi di Yury, T. et al. (2013).